# 성전풍운
성전풍운(聖戰風雲, Undeclared War)은 홍콩에서 제작된 임영동 감독의 1990년 액션, 범죄, 스릴러 영화이다. 이수현 등이 주연으로 출연하였다.

## 출연

### 주연
- 이수현
- 올리비아 핫세
- 관지림
- 베론 웰스

### 조연
- 데이비드 헤디슨
- 황광량
- 루이스 로스
- 딘 해링튼

## 제작진
- 출품인: 맥가